# Wild Kingdom

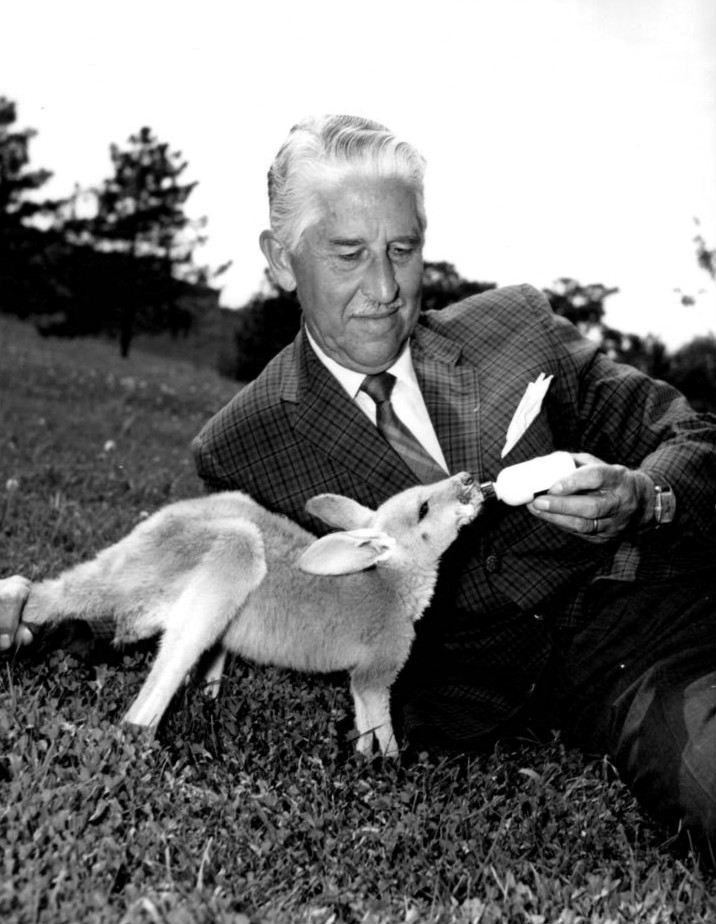
Marlin Perkins och en känguruunge

Wild Kingdom, även känt som Mutual of Omaha's Wild Kingdom, är en amerikansk TV-show om djur och natur. Programmet sändes 1963-1988 och återupptogs 2002. I USA sänds programmet på kanalen Animal Planet.

## Historik
Wild Kingdom hade premiär söndagen den 6 januari 1963 och sändes till en början av NBC.. 
2002 återuppstod programmet, även då sponsrat av Mutual of Omaha, men i en helt ny form. 